# Prolongación Javier Prado (Metro de Lima y Callao)
Prolongación Javier Prado es el nombre asignado a la vigesimosexta futura estación de la línea 2 del Metro de Lima y Callao, en Perú. La estación será construida de manera subterránea en el distrito de Ate. Según el Consorcio de la Línea 2, se espera que se inaugure entre marzo o junio del 2024. Sin embargo, por parte del MTC, dijo que se abriría en 2026 con las demás estaciones de la etapa 1-B, por lo que no se sabe si se abre en 2025 o 2026.
En 2019, se inició los desvíos del tránsito y los trabajos de construcción de la estación Prolongación Javier Prado. En abril de 2024, se informó que las obras civiles de la estación se encuentra culminada y actualmente se encuentra en trabajos en la arquitectura y el equipamiento ferroviario.
Está ubicada en la Carretera Central con la avenida Prolongación Javier Prado.